# Posledneje tango
Posledneje tango (ryska: Последнее танго), fritt översatt Den sista tangon) är en sovjetisk stumfilm från 1918, regisserad av Vjatjeslav Viskovskij.

## Rollista
- Vera Cholodnaja – Cloë, dansare (Klo)
- Osip Runitj – Joe, Cloës partner (Dzjo)
- Ivan Chudolejev – Stone, en rik engelsk turist (Stojn)
- A. Aleksandrov – servitör [3]